# La Poitevinière
La Poitevinière is een plaats en voormalige gemeente in Frankrijk in het departement Maine-et-Loire in de regio Pays de la Loire en telt 980 inwoners (2005).

## Geschiedenis
Op 15 december 2015 zijn de gemeenten van de communauté de communes du Centre-Mauges, met uitzondering van Bégrolles-en-Mauges, gefuseerd tot de huidige gemeente Beaupréau-en-Mauges. Deze gemeente maakt deel uit van het arrondissement Cholet.

## Geografie
De oppervlakte van La Poitevinière bedraagt 27,0 km², de bevolkingsdichtheid is 36,3 inwoners per km².
De onderstaande kaart toont de ligging van La Poitevinière met de belangrijkste infrastructuur en aangrenzende gemeenten.

## Demografie
Onderstaande figuur toont het verloop van het inwonertal.